# Кругленькая
Кругленькая — упразднённая деревня в Венгеровском районе Новосибирской области России. Входила в состав Сибирцевского 1-го сельсовета. Упразднена в 2024 году.

## География
Площадь деревни — 2 гектара.

## Население
| 2002 | 2007 | 2010 | 2021 |
| ---- | ---- | ---- | ---- |
| 2    | →2   | ↘1   | ↘0   |

## Инфраструктура
По данным на 2007 год в деревне отсутствует социальная инфраструктура.